# Suzuki Sixteen
La sèrie de escúters "Sixteen" són produïts per Suzuki amb dues cilindrades diferents, la 125cc i la 150cc. Van ser introduïdes a finals de 2007 i van començar a vendre la moto el 2008. Suzuki ha creat aquesta nova sèrie per tal de competir amb el conegut Honda sèrie SH en el mercat dels escúters de roda alta. Suzuki va introduir els models 125 i 150 a la vegada.
El seu nom ho diu tot: "sixteen" (en anglès), que vol dir setze/16. Aquest nom li van posar perquè és la mesura de les seves rodes (16 polzades) i també a part de la mesura de les rodes és l'edat en la qual es pot conduir, òbviament amb el carnet A1.